# Cultura LGBT en Venezuela
La cultura LGBT en Venezuela comprende las diferentes manifestaciones artísticas y de ocio existentes en el país cuyo enfoque es la diversidad sexual o que incluye la participación de personas LGBT en ellas.
La cultura LGBT en Venezuela ha sido influenciada por diversas formas artísticas, como la literatura, las artes visuales, el cine, la fotografía y el teatro. Los dibujos homoeróticos de Alejandro Otero y las fotografías de artistas como Fran Beaufrand exploraron temas como la androginia y el deseo, desafiando normas estéticas tradicionales. Desde los años 1970, Sabana Grande en Caracas se consolidó como un epicentro de la vida nocturna LGBT+, aunque enfrentó represión. En la década de 2010, el cine LGBT+ venezolano tuvo un auge con películas premiadas como Azul y no tan rosa y Pelo malo, mientras que la radio y el teatro también contribuyeron a la visibilización de la comunidad. El arte drag, por su parte, ha ganado popularidad con eventos como la Gala Drag Queen Venezuela y la proyección de figuras como María Edilia.

## Artes visuales

### Dibujo

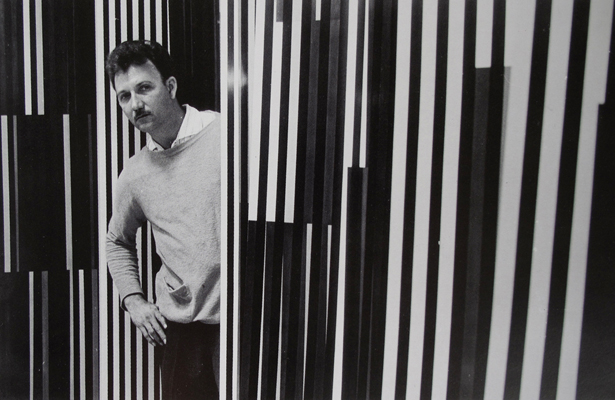
Alejandro Otero en 1960.

Los dibujos homoeróticos de Alejandro Otero, uno de los artistas más importantes de Venezuela, estuvieron ocultos durante años en las bóvedas del Museo de Arte Contemporáneo de Caracas, y permanecieron invisibles durante gran parte de su carrera. Estas obras, censuradas en parte por los prejuicios hacia la comunidad LGBT en las décadas de los ochenta y noventa, abordaron temas de identidad sexual y fueron influenciadas por modelos masculinos, aunque no se encuentran registros claros de ellas en los catálogos del museo.
La vida personal de Otero también estuvo rodeada de especulaciones sobre su orientación sexual, aunque estuvo casado con la artista Mercedes Pardo, sus grabados homoeróticos sugieren una faceta oculta de su identidad.

### Fotografía
La fotografía LGBT en Venezuela comenzó a desarrollarse a partir de la  introducción de la imagen de la sensualidad masculina de la mano de figuras como Alfredo Boulton y José Sigala, aunque sus obras se encuadraban en una tradición más de tipo documental. Sin embargo, a finales de los años setenta, surgió una nueva generación de fotógrafos que abandonó el enfoque documental para adentrarse en una búsqueda más simbólica y subjetiva. Estos artistas empezaron a explorar temas homoeróticos y a cuestionar las normas estéticas establecidas. Entre ellos destacan Julio Vengoechea, Elena de la Ville, Luis Álvarez, Luis Salmerón y Fran Beaufrand, quienes utilizaron la fotografía como medio para explorar la psicología oscura del deseo, el misterio, y la identidad sexual, alejándose del discurso visual tradicional.
Durante los años ochenta, los fotógrafos locales comenzaron a problematizar su cuerpo y su existencia en relación con el arte. En lugar de reproducir una estética festiva o celebratoria de lo homosexual, como en otros países de América Latina, en Venezuela el deseo homosexual fue abordado a través de metáforas complejas y poéticas, cargadas de simbolismo encriptado. Fran Beaufrand, uno de los exponentes más destacados, desarrolló un trabajo que iba más allá de lo homoerótico, explorando el travestismo, la androginia y los fetiches, con el objetivo de deconstruir las normas sociales y liberarse de dogmas religiosos y espirituales.

## Bares y lugares
La subcultura gay en Venezuela comenzó a tomar forma a partir de los años 1970, cuando empezaron a surgir bares, discotecas y saunas dedicados a la población LGBT, especialmente en Caracas. Estos espacios se convirtieron en puntos de encuentro y socialización, aunque a menudo estuvieron sujetos a acoso y represión por parte de las autoridades.
Uno de los primeros bares en abrir sus puertas fue el Anex, inaugurado el 1 de marzo de 1970 en Sabana Grande, una zona que con el tiempo se transformó en el epicentro de la vida nocturna y la diversidad sexual en Caracas. Sabana Grande, conocida por su diversidad social y cultural, se convirtió en un escenario de las primeras expresiones públicas de la comunidad gay en el país, en medio de un entorno urbano que integraba distintos estilos de vida y clases sociales.
Durante los años 70 y 80, esta área se consolidó como la "Zona Rosa" de Caracas, albergando no solo bares y discotecas como El Gabán, Pulman Bar y el destacado Dos Barras, sino también saunas y otros espacios exclusivos para hombres, como los que se encontraban en la Avenida Casanova. Estos lugares ofrecían un refugio para la comunidad gay, que en un contexto de marginalización y represión encontraba en estos sitios un espacio para explorar libremente su sexualidad.
Sin embargo, con el paso de los años, Sabana Grande también adquirió una reputación de decadencia y peligrosidad. Según el sociólogo Carlos Colina, la zona pasó de ser un espacio de libertad y expresión a convertirse en escenario de crímenes de odio, lo que llevó a que muchos la asocien no solo con la diversidad, sino también con el peligro. A pesar de esto, Sabana Grande sigue siendo un espacio emblemático para el movimiento LGBT en Venezuela. Hoy, la comunidad lo considera un lugar de libertad, o "zona de tolerancia", especialmente por jóvenes en las áreas cercanas al centro comercial El Recreo, en tanto que las personas mayores mantuvieron su vínculo con la vida nocturna en los locales del Callejón de la Puñalada. En sus bares y discotecas, durante las primeras décadas del movimiento, se distribuían publicaciones sobre derechos humanos y liberación homosexual, lo que marcó uno de los inicios del activismo LGBTI en el país.

## Cine
Durante la década de 2010, el cine LGBT se consolidó como un elemento crucial en la industria cinematográfica venezolana, explorando temas como la homosexualidad y la homofobia en la sociedad. Este auge ha sido comparado con el cine gay cubano de los años 90. Entre 2011 y 2017, el país contó con el Festival Venezolano de Cine de la Diversidad (FESTDIVQ), que sirvió como plataforma para la promoción de estas producciones.
El crecimiento del cine LGBT en Venezuela ha coincidido con una crisis de sida en el país, lo que ha influido en las temáticas de las películas, que también abordan otros problemas sociales. Aunque el cine venezolano en general ha estado rezagado en comparación con otros países de la región, el boom del cine LGBT en América Latina durante la década de 2010 también se reflejó en Venezuela, con películas premiadas como Azul y no tan rosa y Pelo malo.
En 2015, un informe señaló que Venezuela financiaba películas LGBT a través de la Ley de la Cinematografía Nacional, con el objetivo de controlar su impacto en la taquilla local. Tras la muerte de Hugo Chávez, el cine LGBT en Venezuela creció, permitiendo representaciones más realistas de la población LGBT como Pelo malo, aunque algunas películas, como Azul y no tan rosa, todavía parecían irreales para algunos.
Entre las películas premiadas del cine LGBT venezolano se encuentran Azul y no tan rosa y Pelo malo. Estas películas han recibido reconocimiento internacional, incluyendo premios como el Goya y la Concha de Oro; y El tinte de la fama, Desde allá y Yo, imposible han sido candidatas venezolanas al Oscar a la mejor película internacional.

## Literatura
La literatura LGBT de Venezuela comprende las obras literarias escritas por autores venezolanos que involucren tramas, temáticas o personajes que formen parte o estén relacionados con la diversidad sexual. Históricamente, la literatura venezonala ha tenido entre sus inquietudes centrales la idea de la construcción de nación y la violencia, ambas temáticas abordadas desde un punto de vista tradicional masculino, por lo que la sexualidad, y en particular la diversidad sexual, han recibido poco interés académico como temas literarios.
Las primeras referencias a la homosexualidad o a interacciones homoeróticas en la literatura venezolana ocurrieron a finales del siglo XIX, en obras como Débora (1884), de Tomás Michelena, o algunas novelas de Manuel Vicente Romero García, aunque en estos casos se trató de referencias menores en tono de mofa. De las primeras décadas del siglo XX destaca la figura de Teresa de la Parra, escritora lesbiana que, aunque nunca reconoció públicamente su homosexualidad, escribió obras en que académicos contemporáneos han identificado elementos homoeróticos femeninos, como la novela Ifigenia (1924).
Durante la segunda mitad del siglo XX surge la figura de Isaac Chocrón, considerado un escritor pionero en la narrativa homosexual masculina venezolana y que produjo un extenso corpus de obras que indagaron temáticas LGBT, entre ellas la pieza teatral La revolución (1971), que a través de la historia de un hombre homosexual que se siente muy viejo para continuar realizando espectáculos de transformismo marcó un nuevo momento en la caracterización de personajes LGBT, que pasaron de ser caricaturas para generar burla a representar individuos más complejos, con agencia propia. Otra obra emblemática de Chocrón fue la novela Pájaro de mar por tierra (1972), que sigue la historia de un joven bisexual llamado Miguel que emigra a Nueva York en medio del proceso de forjamiento de su identidad, pero que tras explorar su sexualidad termina regresando decepcionado a Venezuela.
Tanto en las obras de esta época de Chocrón como en obras publicadas por otros autores, era común que los personajes LGBT encontraran finales trágicos. También era recurrente que la homosexualidad fuera explorada de forma negativa, por ejemplo en obras de narrativa corta de autores como Ednodio Quintero, Luis Barrera Linares y Alberto Jiménez Ure. Otros autores venezolanos que surgieron durante la segunda mitad del siglo XX y que escribieron desde la diversidad sexual, incluye a figuras como José Balza, Francisco Rivera, Marco Antonio Ettedgui y Boris Izaguirre.
A diferencia de la literatura LGBT masculina y de la producción existente en otros países de la región, el lesbianismo fue un tema poco explorado y estudiado en las letras venezolanas del siglo XX. Exceptuando las sugerencias homoeróticas en algunas de las obras de Teresa de la Parra de la primera mitad del siglo, tendrían que pasar décadas antes de que escritoras locales como Dinapiera Di Donato y Ana Teresa Torres volvieran a abordar la homosexualidad femenina. En 1991, Di Donato publicó el libro de cuentos Noche con nieve y amantes, considerada la primera obra abiertamente lésbica escrita por una venezolana. Torres, por su lado, publicó en 2001 La favorita del señor, novela notoria en la narrativa erótica.

## Radio
En Venezuela, la radio ha desempeñado un papel fundamental en la visibilización de la comunidad LGBTIQ+, ofreciendo espacios donde se promueven sus derechos y se abordan temas de diversidad sexual. Uno de los primeros programas en este ámbito es Diversos No Perversos, que desde 2009 se emite a nivel nacional a través de Radio Nacional de Venezuela, creando un punto de encuentro para las distintas organizaciones de la sexodiversidad. Gente de Ambiente, lanzado en 2015 desde Valencia, también ha sido clave en la difusión de las experiencias y luchas de la comunidad, incorporando temas de salud sexual y apoyo psicológico. En 2016, Diversus comenzó a transmitirse en San Cristóbal, con el objetivo de desmitificar las orientaciones sexuales e identidades de género fuera de la norma. También, En Ambiente con la Divina Leonora se ha destacado por su énfasis en la lucha contra la transfobia y la promoción de los derechos de las personas LGBTIQ+.

## Teatro
En el siglo XIX, en plena era de la Guerra de Independencia y bajo la moral estricta de la época, Heraclio Martín de La Guardia, sobrino segundo de Simón Bolívar, escribió la obra teatral Honra y crimen por amor, considerada una de las primeras en abordar temáticas homosexuales en la literatura en español. Este drama, escrito en 1867 y editado de manera anónima, fue redescubierto en 2017 por el investigador teatral Oscar Acosta mientras exploraba archivos históricos de la biblioteca digital de la Universidad de Carolina del Norte, de Estados Unidos. Ambientada en la corte del Rey Luis XIV, la obra presenta personajes históricos conocidos por sus amoríos escandalosos, lo que representó un acto de audacia literaria al normalizar un comportamiento proscrito en aquel entonces. Gracias a un análisis estilométrico, la autoría de esta pieza ha sido atribuida a Martín de La Guardia, revelando así una faceta desconocida y significativa del teatro venezolano, que desafió los límites de la moral de su tiempo.

## Transformismo

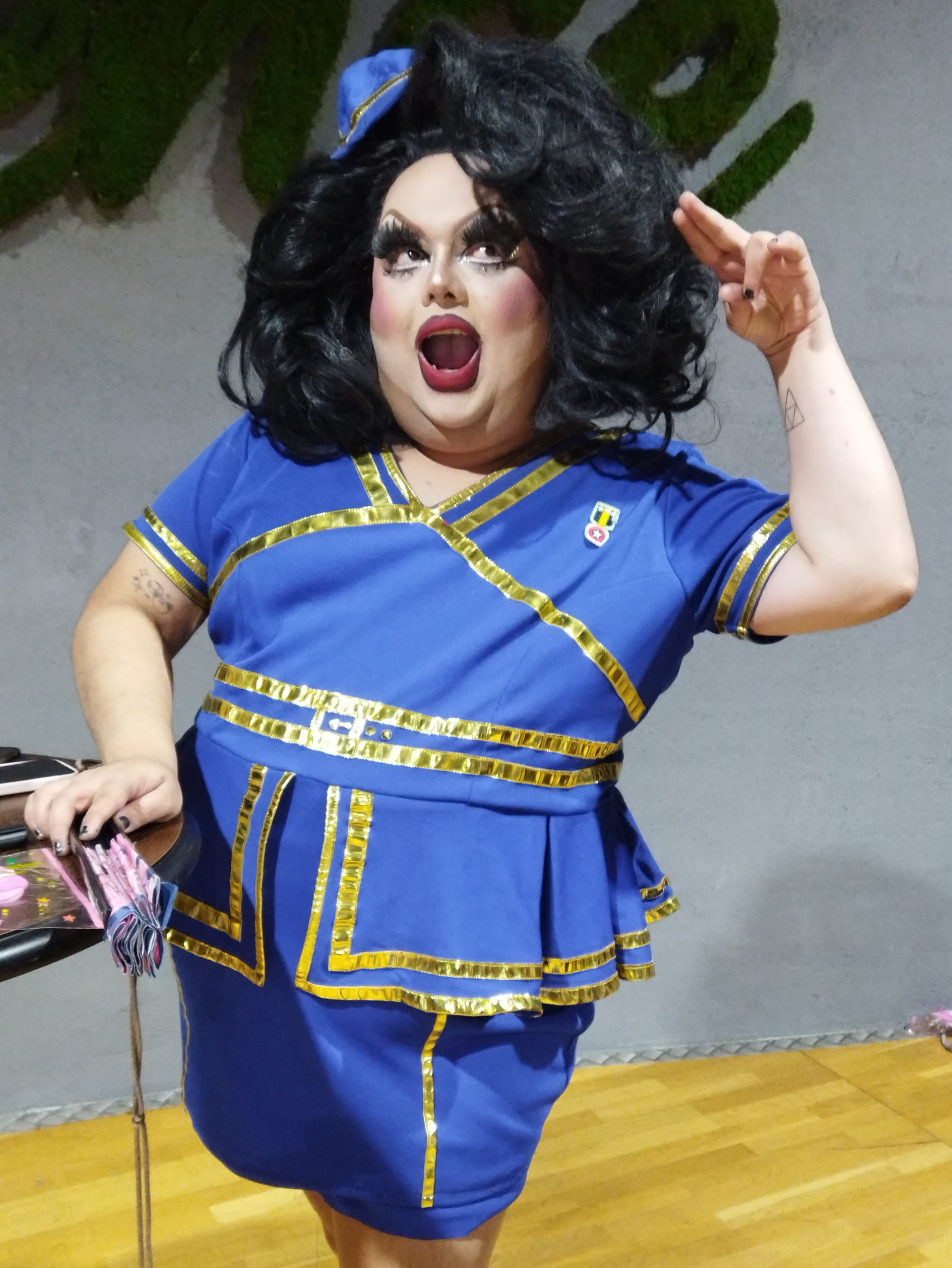
María Edilia en 2023.

El arte drag en Venezuela tiene sus inicios en las décadas de 1960 y 1970. Durante esos años, la comunidad LGBTIQ+ empezó a organizarse y a crear espacios seguros para expresarse. En ese entonces, el drag, conocido bajo otro nombre y practicado en la clandestinidad de clubes nocturnos, servía como una forma de resistencia y desafío a las normas de género y convenciones sociales.
Una de las figuras pioneras en este ámbito fue Arona Backer, quien se convirtió en un ícono del drag en Venezuela a principios de los años 1980 y mantuvo su influencia hasta su fallecimiento en 2020. Con sus presentaciones, Arona Backer se destacó en la vida nocturna caraqueña y en el mundo artístico alternativo, allanando el camino para futuras artistas drag en el país.
Desde el año 2017, se celebra el concurso nacional de drag queens en Caracas, la Gala Drag Queen Venezuela, inspirado en la Gala Drag Queen de Las Palmas de Gran Canaria de España. La gala tiene lugar en la Casa del Artista durante junio, coincidiendo con el mes del Orgullo LGBT+.
Entre las destacadas figuras del drag venezolano contemporáneo, se encuentra María Edilia, participante en la tercera temporada de Drag Race España. María Edilia comenzó su carrera en 2000 en Maracay y, en 2017, se mudó a Madrid, donde continuó su trayectoria en el mundo drag. En Drag Race España, fue galardonada con el título de Miss Simpatía por sus compañeras.